# Нане (село)
Нане (болг. Нане) — село в Болгарии. Находится в Кырджалийской области, входит в общину Кирково. Население составляет 2 человека.

## Политическая ситуация
Нане подчиняется непосредственно общине и не имеет своего кмета.
Кмет (мэр) общины Кирково —  Шукран Кязим Идриз (Движение за права и свободы (ДПС)) по результатам выборов в правление общины.